# Kim Commons
Kim Steven Commons (ur. 23 lipca 1951 w Lancaster, zm. 23 czerwca 2015) – amerykański szachista, mistrz międzynarodowy od 1976 roku.

## Kariera szachowa
W roku 1973 zwyciężył (przed Jamesem Tarjanem) w mistrzostwach Kalifornii. Największe sukcesy w swojej karierze osiągnął w roku 1976: zwyciężył w międzynarodowych turniejach rozegranych w Płowdiwie i Warnie, podzielił I miejsce w Primorsku oraz wystąpił w narodowej drużynie Stanów Zjednoczonych na olimpiadzie w Hajfie, gdzie zdobył dwa złote medale: wraz z drużyną oraz za najlepszy indywidualny wynik (7½ pkt w 9 partiach) na VI szachownicy. W roku 1978 wystąpił w rozegranym w Nałęczowie i Lublinie turnieju im. PKWN, dzieląc wraz z Péterem Székelyem i Jurijem Razuwajewem IV miejsce.
Najwyższy ranking w karierze osiągnął 1 stycznia 1978, z wynikiem 2485 punktów dzielił wówczas 13-14. miejsce wśród amerykańskich szachistów. W 1982 zakończył profesjonalną karierę szachową.